# Ноди
Ноди је измишљени лик, креиран од стране британске дечје књижевнице Инид Блајтон, оригинално објављен између 1949. и 1963, коју је илустровао холандски уметник Хармсен ван дер Бек од 1949. до његове смрти 1953. године, након чега је рад наставио Петер Винк. Телевизијске цртане серије по овом лику се емитују на Британској телевизији од 1955. до данашњег дана.

## Ноди
Ноди је мали човек који живи сам у својој кући у Граду играчака.
Прва књига објашњава Нодијево порекло. Уплашио се једног дрводеље, али побегао је када је дрводеља почео производити дрвене лавове којих се Ноди јако бојао. Почиње тако лутати по шумама, без одеће, без новца и куће, али упознаје Ушка, пријатељског патуљка. Ушко схвата да је Ноди играчка и води га у Град Играчака. Купио му је нешто одеће и кућу у којој ће Ноди живети. Док је Ноди био срећан тиме да је играчка, његови суграђани нису се слагали с тиме. Тестирали су га, питали се је ли играчка или украс. У наставку Ноди је признат као играчка, али још увек треба уверити суд да је добра играчка. Суд доноси одлуку да је добар на основу сведочења једне лутке која је рекла да је Ноди спасио једну девојчицу од лава; стога Ноди може остати у Граду играчака. Изабрао је неки аутомобил међу књигама. Тај аутомобил му је поклоњен након што је помогао решити неку локалну мистерију.
Ноди обожава да превози своје мале пријатеље у свом црвено-жутом таксију по Граду играчака. Остале играчке га чују када долази по звуку његовог аутића и звецкању звонца на његовој капи. Често користи свој ауто да би посетио сва места у Граду Играчака. Када му са таксијем ствари не иду добро или му треба помоћ обрати се Ушку који му сваки пут даје шта му треба. Понекад Ноди даје људима да дирају његову капу у замену за неке мале ствари попут свежег млека. Нодијев највернији пратилац је пас Чупко. Чупко га прати готово у свим авантурама.
Ноди је искрен и поштен, али често бива у невољама или због неразумевања или зато што му неко (најчешће 2 зла гоблина) направе некакав зли трик. Врло је наиван у разумевању света, а често бива збуњен. У наставку приче он постаје мудрији, али без губљења његове слатке наивности. Нодијеви најбољи пријатељи су: Ушко, Меца Теси, пас Чупко и Меца Трба. Теси је љубазна медведица која често носи шешир са цвијећем и сукњу; јако је пристојна и пуна љубави за све своје пријатеље и комшије. Теси има пса, Чупка, који воли да прави проблеме људима. Ноди се досађује са Чупком али му је још увијек симпатичан. Сваки пута када Ноди примети Чупку, Теси се узнемири, а понекад и заплаче. Медведићи Трбе станују покрај Нодија. Господин и госпођа Трба често помажу Нодију. Они су му попут родитеља. Имена Трба никада нису изречена, а Ноди их је увек звао Господин и Госпођа Трба. Они имају сина Мецу Трбу. Био је несташан дечак, непослушан. Једном приликом Меца Трба, љут што га кажњавају, одлази на море. Игром случаја Ноди и Чупко му се придруже. На крају пута Меци Трби почињу недостајати родитељи, па им доноси поклоне као знак извињења.
Ноди је имао много препирки са Господином Гегавим, локалним полицајцем. Неке су препирке узроковане неразумевањем начина функционисања Града Играчака, а неке друге због лажних идентитета. Господин Гегави био је врло толерантан према Нодију и често му је помагао на свој начин. Господин Гегави често је хватао злочинце на својем полицијском бициклу, са својом звиждаљком и својом најчешћом реченицом "Стој у име закона!".

## Ликови
- Ушко је мудри, брадати патуљак који живи у мрачној шуми изван Града играчака.
- Господин Гегави је полицајац Града играчака. Он је добар Нодијев друг и мисли да Град играчака не може без њега.
- Чупко је пас, који у оригиналним књигама живи са Теси, али прати Нодија у многим пустоловинама. Ноди је први пут упознао Чупка у Граду играчака када је био повређен, па је искористио своју мараму да му превије рану. Ноди је осетио да га не може задржати, па га је Меца Теси удомила.
- Господин Климави је смешни човек, који не може да легне. Има облу базу на којој се клима. Иде напред-назад да би се кретао.
- Меца Трба је син Господина и Госпође Трбе. Иако је био безобразан у оригиналним књигама и старијим цртаним серијама, боље се понашао у Нодију из 2002..
- Господин Трба је Нодијев први комшија. Име му је непознато.
- Госпођа Трба је Нодијева прва комшиница и жена Господина Трбе. Име јој је непознато.
- Меда Трба је Меца Трбин ујак, који се појављује у трћој књизи Ноди и његов аутић.
- Миш Миша је играчка миш, којој понекад треба навијање. У Ноди у Земљи играчака име му је Миша Навимиш.
- Луткица Дина је лутка, која продаје разне ствари на својој тезги. Дина је накнадно додата, није била присутна у оригиналним књигама.
- Меца Теси је паметна и љубазна медведица и Нодијев велики пријатељ.
- Господин Искра је мајстор Земље Играчака, који може све да поправи. Његова омиљена узречица му је "Изазов? Свиђа ми се!" Добар је пријатељ и увек је спреман да помогне.
- Господин Голи је власник гараже у оригиналним књигама. Заменио га је Господин Искра у телевизијским серијама раних 1990-их.
- Маца Роза је власница посластичарнице. Представљена је као пуфнаста розе мачка, дама са француским нагласком, која не толерише глупирање. Право име јој је Херијет.
- Господин Џамбо је слон, најбољи друг миша Мише.
- Кегле су породица, која се састоји од Госпође Кегле и много њене деце. Кегле су жуто-црвене са црним ногама и рукама. Воле да их преврћу и стално се намештају испред Нодијевог аутића да би их он преврнуо. У Нодију из 2002. једну од кеглица често називају Скочко, шта је грешка у преводу са енглеског речи "Skittle" која значи кегла.
- Светлица је звезда, која се појављује у епизоди "Ноди и звездана прашина".
- Банки је пола зека пола мајмун. Касније је представљен као ружно мајмунче, које је побегло из путујућег циркуса.
- Лукави и Гобо су зли гоблини. Обично краду ствари попут сладоледа, новчића и Нодијевог аутића.
- Голији су били зликовци у оригиналним књигама.
- Кловн на навијање је играчка кловн, који прави шашаве трикове. Стоји на своје две руке, јер су му ноге спојене, као у морског лава.
- Мајмуница Марта је несташна мајмуница, Нодијева пријатељица.
- Госпођа Прим је наставница, која је заменила Госпођицу Реп.
- Господин машиновођа вози воз играчака.

Оригинална Ноди серија укључивала је црнокоже вунене луткице, које су биле популарне у Великој Британији за време писања књига, али су касније схваћене као расистички стереотипи, па су их Лукави и Гобо заменили 1989.

## Ноди књиге
Прве књиге су још увек доступне, 24 наслова Ноди књижица били су само део велике производње 1950. године.
Продаја Ноди књига је велика, отприлике 600.000 књига годишње у Француској, са великим порастом популарности и у Индији. Лик Ноди је био у власништву Чориона, који је ауторска права продао Дримворксу 2012.
1. Ноди иде у Земљу играчака (1949)
2. Ура за малог Нодија (1950)
3. Ноди и његов аутић (1951)
4. Ево Нодија поново! (1951)
5. Свака част Ноди! (1952)
6. Ноди иде у школу (1952)
7. Ноди на мору (1953)
8. Ноди упада у невољу (1954)
9. Ноди и чаробна гумица (1954)
10. Ти смешни мали Ноди (1955)
11. Ноди упознаје Божић Бату (1955)
12. Ноди и меца Теси (1956)
13. Буди храбар, мали Ноди! (1956)
14. Ноди и куца Чупко (1957)
15. Пази се, Ноди (1957)
16. Добар си пријатељ, Ноди (1958)
17. Ноди иде у пустоловину (1958)
18. Ноди иде на море (1959)
19. Ноди и Банки (1959)
20. Орасположи се, мали Ноди! (1960)
21. Ноди иде на вашар (1960)
22. Господин Гегави и мали Ноди (1961)
23. Ноди и Безуби (1962)
24. Ноди и ваздухоплов (1963)

Дана 17. новембра 2008. најављено је да ће праунука Инид Блајтон - Софи Смолвуд, да напише нову Ноди књигу, због прославе Нодијевог 60. рођендана. Књига је била објављена 2009. под именом Ноди и збрка на селу (енгл. Noddy and the Farmyard Muddle), илустрације је радио Роберт Тиндал, који је илустровао Ноди књиге још од 1953, када је преминуо оригинални илустратор Хармсен ван дер Бик.

## Телевизијска продукција и инкарнације
Током 1990-их и почетком 2000-их цртана серија, као и нова серија књига су били обновљени додавањем нових играчака. На пример Господин Голи, који је био власник гараже је замењен Господином Искром и додата је тамнопута луткица Дина, премијерно у Нодијеве пустоловине у Земљи играчака (1992).
- Нодијеве пустоловине (1955–1963)
- Нодијеве даље пустоловине (1963–1975)
- Ноди (цртана серија из 1975) (1975–82)
- Нодијеве пустоловине у Земљи играчака (1992–1999)
- Нодијева продавница (1998–2000)
- Ноди (цртана серија из 2002) (2002–2008)
- Учимо енглески са Нодијем (2003)
- Учите са Нодијем (2005)
- Ноди у Земљи играчака (2009–2014)
- Ноди, детектив Земље играчака (2016)